# Oscar dla najlepszej aktorki drugoplanowej

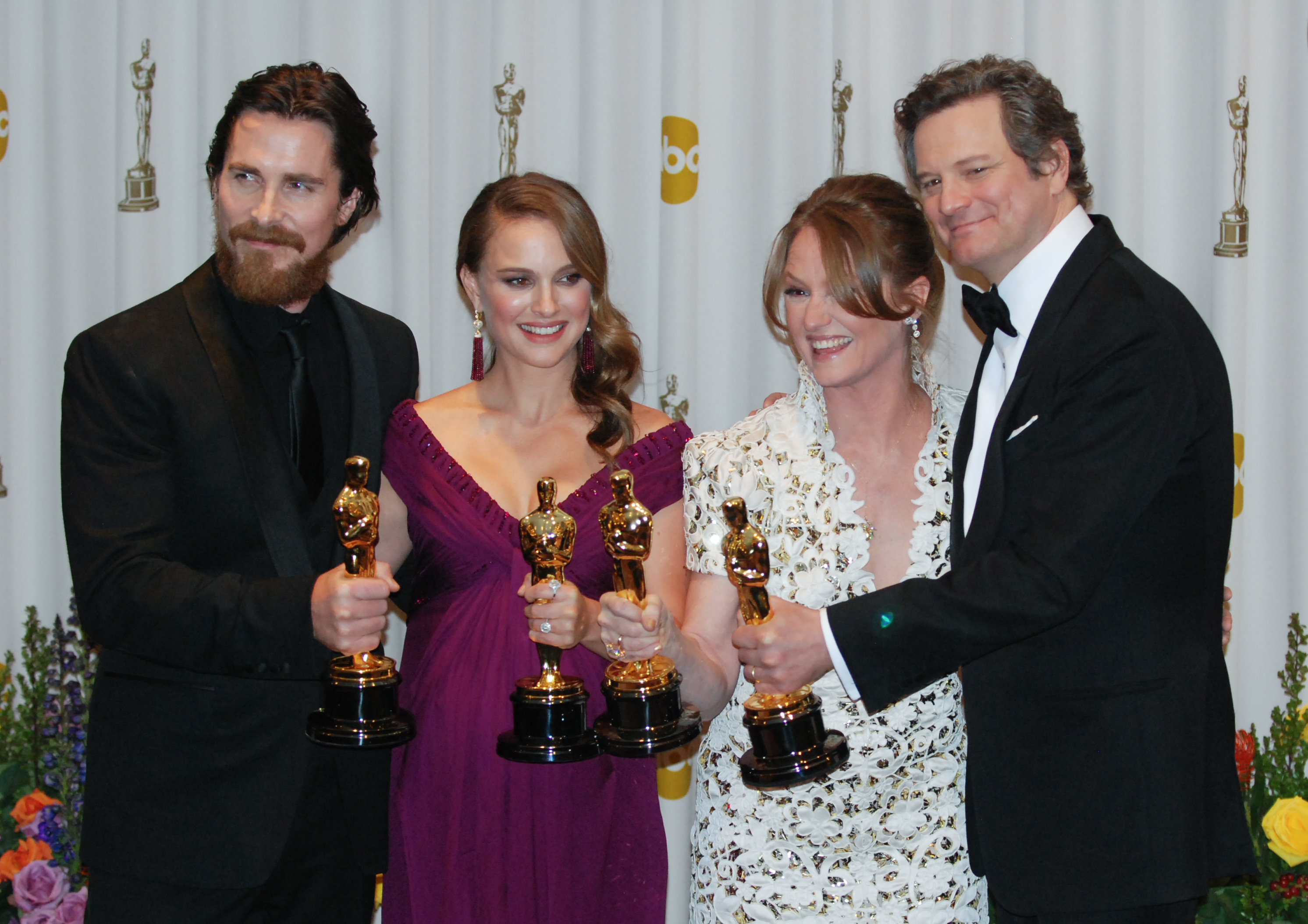
Laureaci Oscarów na 83. ceremonii, od lewej: Christian Bale, Natalie Portman, Melissa Leo, Colin Firth (2011)

Oscar dla najlepszej aktorki drugoplanowej – kategoria Oscarów, przyznawanych przez Amerykańską Akademię Sztuki i Wiedzy Filmowej aktorkom, które wyróżniają się grą na drugim planie. Nagroda w tej kategorii po raz pierwszy została przyznana 4 marca 1937 podczas 9. ceremonii wręczenia Oscarów. Nominacje do nagród przyznają wyłącznie aktorzy i aktorki, będący członkami Akademii, laureatki wskazywane są w drodze głosowania przez wszystkich członków.
Do tej pory AMPAS wręczyła 73 statuetki 71 aktorkom. Pierwszą laureatką była Gale Sondergaard za rolę w filmie Anthony Adverse w 1937. Shelley Winters i Dianne Wiest otrzymały Oscara dla najlepszej aktorki drugoplanowej dwa razy.

## Ranking
| Ranking                                                      | Najlepsza aktorka pierwszoplanowa | Najlepsza aktorka pierwszoplanowa | Najlepsza aktorka drugoplanowa                              | Najlepsza aktorka drugoplanowa |
| ------------------------------------------------------------ | --------------------------------- | --------------------------------- | ----------------------------------------------------------- | ------------------------------ |
| Aktorka z największą liczbą nagród                           | Katharine Hepburn                 | 4                                 | Shelley Winters i Dianne Wiest                              | 2                              |
| Aktorka z największą liczbą nominacji                        | Meryl Streep                      | 16                                | Thelma Ritter                                               | 6                              |
| Aktorka z największą liczbą nominacji (bez zdobytej nagrody) | Deborah Kerr                      | 6                                 | Thelma Ritter                                               | 6                              |
| Najstarsza laureatka                                         | Jessica Tandy                     | 80 lat                            | Peggy Ashcroft                                              | 77 lat                         |
| Najstarsza nominowana                                        | Emmanuelle Riva                   | 85 lat                            | Gloria Stuart                                               | 87 lat                         |
| Najmłodsza laureatka                                         | Marlee Matlin                     | 21 lat                            | Tatum O’Neal                                                | 10 lat                         |
| Najmłodsza nominowana                                        | Quvenzhané Wallis                 | 9 lat                             | Tatum O’Neal, Mary Badham, Quinn Cummings i Abigail Breslin | 10 lat                         |

## Laureatki i nominowane

### 1930–1939
- 1936 Gale Sondergaard − Anthony Adverse jako Faith Paleologus
  - Beulah Bondi − Tylko raz kochała jako Rachel Jackson
  - Alice Brady − Mój pan mąż jako Angelica Bullock
  - Bonita Granville − Ich troje jako Mary Tilford
  - Marija Uspienskaja − Dodsworth jako baronowa Von Obersdorf
- 1937 Alice Brady − W starym Chicago jako Molly O’Leary
  - Andrea Leeds − Obcym wstęp wzbroniony jako Kay Hamilton
  - Anne Shirley − Wzgardzona jako Laurel „Lollie” Dallas
  - Claire Trevor − Śmiertelny zaułek jako Francey
  - May Whitty − Noc musi zapaść jako pani Bramson
- 1938 Fay Bainter − Jezebel jako Ciocia Belle Massey
  - Beulah Bondi − W ludzkich sercach jako Mary Wilkins
  - Billie Burke − Merrily We Live jako pani Emily Kilbourne
  - Spring Byington − Cieszmy się życiem jako Penny Sycamore
  - Miliza Korjus − Wielki walc jako Carla Donner
- 1939 Hattie McDaniel − Przeminęło z wiatrem jako Mammy
  - Olivia de Havilland − Przeminęło z wiatrem jako Melanie Hamilton
  - Geraldine Fitzgerald − Wichrowe wzgórza jako Isabella Linton
  - Edna May Oliver − Bębny nad Mohawkiem jako Sarah McKlennar
  - Marija Uspienskaja − Ukochany jako babcia Janou

### 1940–1949
- 1940 Jane Darwell − Grona gniewu jako Ma Joad
  - Judith Anderson − Rebeka jako pani Danvers
  - Ruth Hussey − Filadelfijska opowieść jako Elizabeth Imbrie
  - Barbara O’Neil − Guwernantka jako hrabina de Praslin
  - Marjorie Rambeau − Primrose Path jako Mamie Adams
- 1941 Mary Astor − Wielkie kłamstwo jako Sandra Kovak
  - Sara Allgood − Zielona dolina jako pani Morgan
  - Patricia Collinge − Małe liski jako Birdie Hubbard
  - Teresa Wright − Małe liski jako Alexandra Giddens
  - Margaret Wycherly − Sierżant York jako mama York
- 1942 Teresa Wright − Pani Miniver jako Carol Beldon
  - Gladys Cooper − Trzy kamelie jako pani Henry Windle Vale
  - Agnes Moorehead − Wspaniałość Ambersonów jako Fanny Minafer
  - Susan Peters − Zagubione dni jako Kitty
  - May Whitty − Pani Miniver jako lady Beldon
- 1943 Katina Paksinu − Komu bije dzwon jako Pilar
  - Gladys Cooper − Pieśń o Bernadette jako siostra Marie Therese Vauzous
  - Paulette Goddard − Bohaterki Pacyfiku jako porucznik Joan O’Doul
  - Anne Revere − Pieśń o Bernadette jako Louise Soubirous
  - Lucile Watson − Straż nad Renem jako Fanny Farrelly
- 1944 Ethel Barrymore − Nic oprócz samotnego serca jako Ma Mott
  - Jennifer Jones − Od kiedy cię nie ma  jako Jane Deborah Hilton
  - Angela Lansbury − Gasnący płomień jako Nancy Oliver
  - Aline MacMahon − Smocze nasienie jako żona Ling Tana
  - Agnes Moorehead − Pani Parkington jako baronowa Aspasia Conti
- 1945 Anne Revere − Wielka nagroda jako pani Brown
  - Eve Arden − Mildred Pierce jako Ida Corwin
  - Ann Blyth − Mildred Pierce jako Veda Pierce Forrester
  - Angela Lansbury − Portret Doriana Graya jako Sibyl Vane
  - Joan Lorring − The Corn is Green jako Bessie Watty
- 1946 Anne Baxter − Ostrze brzytwy jako Sophie MacDonald
  - Ethel Barrymore − Kręte schody jako pani Warren
  - Lillian Gish − Pojedynek w słońcu jako Laura Belle McCanles
  - Flora Robson − Saratoga Trunk jako Angelique Buiton
  - Gale Sondergaard − Anna i król Syjamu jako lady Thiang
- 1947 Celeste Holm − Dżentelmeńska umowa jako Anne Dettrey
  - Ethel Barrymore − Akt oskarżenia jako lady Sophie Horfield
  - Gloria Grahame − Krzyżowy ogień jako Ginny Tremaine
  - Marjorie Main − Jajko i ja jako Ma Kettle
  - Anne Revere − Dżentelmeńska umowa jako pani Green
- 1948 Claire Trevor − Koralowa wyspa jako Gaye Dawn
  - Barbara Bel Geddes − I Remember Mama jako Katrin Hanson
  - Ellen Corby − I Remember Mama jako Aunt Trina
  - Agnes Moorehead − Johnny Belinda jako Aggie McDonald
  - Jean Simmons − Hamlet jako Ofelia
- 1949 Mercedes McCambridge − Gubernator jako Sadie Burke
  - Ethel Barrymore − Pinky jako panna Em
  - Celeste Holm − Przyjdź do stajni jako siostra Scholastica
  - Elsa Lanchester − Przyjdź do stajni jako Amelia Potts
  - Ethel Waters − Pinky jako babcia Pinky

### 1950–1959
- 1950 Josephine Hull − Harvey jako Veta Louise Simmons
  - Hope Emerson − Uwięziona jako Evelyn Harper
  - Celeste Holm − Wszystko o Ewie jako Karen Richards
  - Nancy Olson − Bulwar Zachodzącego Słońca jako Betty Schaefer
  - Thelma Ritter − Wszystko o Ewie jako Birdie
- 1951 Kim Hunter − Tramwaj zwany pożądaniem jako Stella Kowalski
  - Joan Blondell − The Blue Veil jako Annie Rawlins
  - Mildred Dunnock − Śmierć komiwojażera jako Linda Loman
  - Lee Grant − Opowieści o detektywie jako zlodziejka
  - Thelma Ritter − The Mating Season jako Ellen McNulty / Pokojówka Ellen
- 1952 Gloria Grahame − Piękny i zły jako Rosemary
  - Jean Hagen − Deszczowa piosenka jako Lina Lamont
  - Colette Marchand − Moulin Rouge jako Marie Charlet
  - Terry Moore − Wróć, mała Shebo jako Marie Buckholder
  - Thelma Ritter − Z pieśnią w sercu jako Clancy
- 1953 Donna Reed − Stąd do wieczności jako Alma 'Lorene' Burke
  - Grace Kelly − Mogambo jako Linda Nordley
  - Geraldine Page − Hondo jako Angie Lowe
  - Marjorie Rambeau − Torch Song jako pani Stewart
  - Thelma Ritter − Kradzież na South Street jako Moe
- 1954 Eva Marie Saint − Na nabrzeżach jako Edie Doyle
  - Nina Foch − Rada nadzorcza jako Erica Martin
  - Katy Jurado − Złamana lanca jako señora Devereaux
  - Jan Sterling − Noc nad Pacyfikiem jako Sally McKee
  - Claire Trevor − Noc nad Pacyfikiem jako May Holst
- 1955 Jo Van Fleet − Na wschód od Edenu jako Kate
  - Betsy Blair − Marty jako Clara Snyder
  - Peggy Lee − Pete Kelly’s Blues jako Rose Hopkins
  - Marisa Pavan − Tatuowana róża jako Rosa Delle Rose
  - Natalie Wood − Buntownik bez powodu jako Judy
- 1956 Dorothy Malone − Pisane na wietrze jako Marylee Hadley
  - Mildred Dunnock − Laleczka jako Ciotka Rose Comfort
  - Eileen Heckart − The Bad Seed jako Hortense Daigle
  - Mercedes McCambridge − Olbrzym jako Luz Benedict
  - Patty McCormack − The Bad Seed jako Rhoda Penmark
- 1957 Miyoshi Umeki − Sayonara jako Katsumi
  - Carolyn Jones − Wieczór kawalerski jako egzystencjalistka
  - Elsa Lanchester − Świadek oskarżenia jako panna Plimsoll
  - Hope Lange − Peyton Place jako Selena Cross
  - Diane Varsi − Peyton Place jako Allison MacKenzie
- 1958 Wendy Hiller − Osobne stoliki jako Pat Cooper
  - Peggy Cass − Ciotka Mame jako Agnes Gooch
  - Martha Hyer − Długi tydzień w Parkman jako Gwen French
  - Maureen Stapleton − Lonelyhearts jako Fay Doyle
  - Cara Williams − Ucieczka w kajdanach jako matka Billy’ego
- 1959 Shelley Winters − Pamiętnik Anny Frank jako pani Petronella Van Daan
  - Hermione Baddeley − Miejsce na górze jako Elspeth
  - Susan Kohner − Zwierciadło życia jako Sarah Jane, lat 18
  - Juanita Moore − Zwierciadło życia jako Annie Johnson
  - Thelma Ritter − Telefon towarzyski jako Alma

### 1960–1969
- 1960 Shirley Jones − Elmer Gantry jako Lula Baines
  - Glynis Johns − Przybysze o zmierzchu jako pani Firth
  - Shirley Knight − Ciemność na szczycie schodów jako Reenie Flood
  - Janet Leigh − Psychoza jako Marion Crane
  - Mary Ure − Synowie i kochankowie jako Clara Dawes
- 1961 Rita Moreno − West Side Story jako Anita
  - Fay Bainter − Niewiniątka jako pani Amelia Tilford
  - Judy Garland − Wyrok w Norymberdze jako pani Irene Hoffman Wallner
  - Lotte Lenya − Rzymska wiosna pani Stone jako hrabina
  - Una Merkel − Lato i dym jako pani Winemiller
- 1962 Patty Duke − Cudotwórczyni jako Helen Keller
  - Mary Badham − Zabić drozda jako Jean Louise Finch
  - Shirley Knight − Słodki ptak młodości jako Heavenly Finley
  - Angela Lansbury − Przeżyliśmy wojnę jako pani John Iselin
  - Thelma Ritter − Ptasznik z Alcatraz jako Elizabeth Stroud
- 1963 Margaret Rutherford − Z życia VIP-ów jako księżna Brighton
  - Diane Cilento − Przygody Toma Jonesa jako Molly Seagrim
  - Edith Evans − Przygody Toma Jonesa jako panna Western
  - Joyce Redman − Przygody Toma Jonesa jako pani Waters
  - Lilia Skala − Polne lilie jako matka Maria
- 1964 Lila Kedrova − Grek Zorba jako Madame Hortense
  - Gladys Cooper − My Fair Lady jako pani Higgins
  - Edith Evans − The Chalk Garden jako pani St. Maugham
  - Grayson Hall − Noc iguany jako Judith Fellowes
  - Agnes Moorehead − Nie płacz, Charlotto jako Velma Cruther
- 1965 Shelley Winters − W cieniu dobrego drzewa jako Rose-Ann D’Arcy
  - Ruth Gordon − Ciemna strona sławy jako Diler (Pani Clover)
  - Joyce Redman − Otello jako Emilia
  - Maggie Smith − Otello jako Desdemona
  - Peggy Wood − Dźwięki muzyki jako matka Abbess
- 1966 Sandy Dennis − Kto się boi Virginii Woolf? jako Honey
  - Wendy Hiller − Oto jest głowa zdrajcy jako Alice More
  - Jocelyne LaGarde − Hawaje jako królowa Malama
  - Vivien Merchant − Alfie jako Lily
  - Geraldine Page − Jesteś już mężczyzną jako Margery Chanticleer
- 1967 Estelle Parsons − Bonnie i Clyde jako Blanche Barrow
  - Carol Channing − Na wskroś nowoczesna Millie jako Muzzy
  - Mildred Natwick − Boso w parku jako Ethel Banks
  - Beah Richards − Zgadnij, kto przyjdzie na obiad jako pani Prentice
  - Katharine Ross − Absolwent jako Elaine Robinson
- 1968 Ruth Gordon − Dziecko Rosemary jako Minnie Castevet
  - Lynn Carlin − Twarze jako Maria Frost
  - Sondra Locke − Serce to samotny myśliwy jako Mick Kelly
  - Kay Medford − Zabawna dziewczyna jako Rose Brice
  - Estelle Parsons − Rachelo, Rachelo jako Calla Mackie
- 1969 Goldie Hawn − Kwiat kaktusa jako Toni Simmons
  - Catherine Burns − Ostatnie lato jako Rhoda
  - Dyan Cannon − Bob i Carol i Ted i Alice jako Alice Henderson
  - Sylvia Miles − Nocny kowboj jako Cass
  - Susannah York − Czyż nie dobija się koni? jako Alice

### 1970–1979
- 1970 Helen Hayes − Port lotniczy jako Ada Quonsett
  - Karen Black − Pięć łatwych utworów jako Rayette Dipesto
  - Lee Grant − Właściciel jako Joyce Enders
  - Sally Kellerman − MASH jako major Margaret Houlihan
  - Maureen Stapleton − Port lotniczy jako pani Inez Guerrero
- 1971 Cloris Leachman − Ostatni seans filmowy jako Ruth Popper
  - Ellen Burstyn − Ostatni seans filmowy jako Lois Farrow
  - Barbara Harris − Kim jest Harry Kellerman i dlaczego wygaduje o mnie te okropne rzeczy? jako Allison Densmore
  - Margaret Leighton − Posłaniec jako pani Maudsley
  - Ann-Margret − Porozmawiajmy o kobietach jako Bobbie
- 1972 Eileen Heckart − Motyle są wolne jako pani Baker
  - Jeannie Berlin − Kid złamane serce jako Lila Kolodny
  - Geraldine Page − Pete i Tillie jako Gertrude
  - Susan Tyrrell − Zachłanne miasto jako Oma
  - Shelley Winters − Tragedia „Posejdona” jako Bella Rosen
- 1973 Tatum O’Neal − Papierowy księżyc jako Addie Loggins
  - Linda Blair − Egzorcysta jako Regan MacNeil
  - Candy Clark − Amerykańskie graffiti jako Debbie Dunham
  - Madeline Kahn − Papierowy księżyc jako Trixie Delight
  - Sylvia Sidney − Letnie życzenia, zimowe marzenia jako pani Pritchett
- 1974 Ingrid Bergman − Morderstwo w Orient Expressie jako Greta Ohlsson
  - Valentina Cortese − Noc amerykańska jako Severine
  - Madeline Kahn − Płonące siodła jako Lili Von Shtupp
  - Diane Ladd − Alicja już tu nie mieszka jako Flo Castleberry
  - Talia Shire − Ojciec chrzestny II jako Connie Corleone
- 1975 Lee Grant − Szampon jako Felicia
  - Ronee Blakley − Nashville jako Barbara Jean
  - Sylvia Miles − Żegnaj laleczko jako Jessie Halstead Florian
  - Lily Tomlin − Nashville jako Linnea Reese
  - Brenda Vaccaro − Bez zobowiązań jako Linda Riggs
- 1976 Beatrice Straight − Sieć jako Louise Schumacher
  - Jane Alexander − Wszyscy ludzie prezydenta jako Judy Hoback
  - Jodie Foster − Taksówkarz jako Iris Steensma
  - Lee Grant − Przeklęty rejs jako Lillian Rosen
  - Piper Laurie − Carrie jako Margaret White
- 1977 Vanessa Redgrave − Julia jako Julia
  - Leslie Browne − Punkt zwrotny jako Emilia Rodgers
  - Quinn Cummings − Dziewczyna na pożegnanie jako Lucy McFadden
  - Melinda Dillon − Bliskie spotkania trzeciego stopnia jako Jillian Guiler
  - Tuesday Weld − W poszukiwaniu idealnego kochanka jako Katherine
- 1978 Maggie Smith − Suita kalifornijska jako Diana Barrie
  - Dyan Cannon − Niebiosa mogą zaczekać jako Julia Farnsworth
  - Penelope Milford − Powrót do domu jako Vi Munson
  - Maureen Stapleton − Wnętrza jako Pearl
  - Meryl Streep − Łowca jeleni jako Linda
- 1979 Meryl Streep − Sprawa Kramerów jako Joanna Kramer
  - Jane Alexander − Sprawa Kramerów jako Margaret Phelps
  - Barbara Barrie − Uciekać jako Evelyn Stoller
  - Candice Bergen − Zacznijmy od nowa jako Jessica Potter
  - Mariel Hemingway − Manhattan jako Tracy

### 1980–1989
- 1980 Mary Steenburgen − Melvin i Howard jako Lynda Dunmar
  - Eileen Brennan − Szeregowiec Benjamin jako kapitan Doreen Lewis
  - Eva Le Gallienne − Zmartwychwstanie jako babcia Pearl
  - Cathy Moriarty − Wściekły Byk jako Vicky LaMotta
  - Diana Scarwid − Inside Moves jako Louise
- 1981 Maureen Stapleton − Czerwoni jako Emma Goldman
  - Melinda Dillon − Bez złych intencji jako Teresa Perrone
  - Jane Fonda − Nad złotym stawem jako Chelsea Thayer Wayne
  - Joan Hackett − Tylko gdy się śmieję jako Toby
  - Elizabeth McGovern − Ragtime jako Evelyn Nesbit
- 1982 Jessica Lange − Tootsie jako Julie Nichols
  - Glenn Close − Świat według Garpa jako Jenny Fields
  - Teri Garr − Tootsie jako Sandy Lester
  - Kim Stanley − Frances jako Lillian Farmer
  - Lesley Ann Warren − Victor/Victoria jako Norma Cassady
- 1983 Linda Hunt − Rok niebezpiecznego życia jako Billy Kwan
  - Cher − Silkwood jako Dolly Pelliker
  - Glenn Close − Wielki chłód jako Sarah Cooper
  - Amy Irving − Yentl jako Hadass
  - Alfre Woodard − Moje Cross Creek jako Geechee
- 1984 Peggy Ashcroft − Podróż do Indii jako pani Moore
  - Glenn Close − Urodzony sportowiec jako Iris Gaines
  - Lindsay Crouse − Miejsca w sercu jako Margaret Lomax
  - Christine Lahti − Szybka zmiana jako Hazel
  - Geraldine Page − Papież z Greenwich Village jako pani Ritter
- 1985 Anjelica Huston − Honor Prizzich jako Maerose Prizzi
  - Margaret Avery − Kolor purpury jako Shug Avery
  - Amy Madigan − Dwa razy w życiu jako Sunny
  - Meg Tilly − Tajemnica klasztoru Marii Magdaleny jako siostra Agnes
  - Oprah Winfrey − Kolor purpury jako Sofia
- 1986 Dianne Wiest − Hannah i jej siostry jako Holly
  - Tess Harper − Zbrodnie serca jako Chick Boyle
  - Piper Laurie − Dzieci gorszego boga jako pani Norman
  - Mary Elizabeth Mastrantonio − Kolor pieniędzy jako Carmen
  - Maggie Smith − Pokój z widokiem jako Charlotte Bartlett
- 1987 Olympia Dukakis − Wpływ księżyca jako Rose Castorini
  - Norma Aleandro − Gaby. Historia prawdziwa jako Florencia
  - Anne Archer − Fatalne zauroczenie jako Beth Gallagher
  - Anne Ramsey − Wyrzuć mamę z pociągu jako pani Lift
  - Ann Sothern − Sierpniowe wieloryby jako Tisha Doughty
- 1988 Geena Davis − Przypadkowy turysta jako Muriel Pritchett
  - Joan Cusack − Pracująca dziewczyna jako Cyn
  - Frances McDormand − Missisipi w ogniu jako pani Pell
  - Michelle Pfeiffer − Niebezpieczne związki jako madame de Tourvel
  - Sigourney Weaver − Pracująca dziewczyna jako Katharine Parker
- 1989 Brenda Fricker − Moja lewa stopa jako pani Brown
  - Anjelica Huston − Wrogowie  jako Tamara Broder
  - Lena Olin − Wrogowie jako Masha
  - Julia Roberts − Stalowe magnolie jako Shelby Eatenton Latcherie
  - Dianne Wiest − Spokojnie, tatuśku jako Helen Buckman Lampkin Bowman

### 1990–1999
- 1990 Whoopi Goldberg − Uwierz w ducha jako Oda Mae Brown
  - Annette Bening − Naciągacze jako Myra Langtry
  - Lorraine Bracco − Chłopcy z ferajny jako Karen Hill
  - Diane Ladd − Dzikość serca jako Marietta Fortune
  - Mary McDonnell − Tańczący z wilkami jako Wzniesiona Pięść
- 1991 Mercedes Ruehl − Fisher King jako Anne Napolitano
  - Diane Ladd − Historia Rose jako matka
  - Juliette Lewis − Przylądek strachu jako Danielle Bowden
  - Kate Nelligan − Książę przypływów jako Lila Wingo Newbury
  - Jessica Tandy − Smażone zielone pomidory jako Ninny Threadgoode
- 1992 Marisa Tomei − Mój kuzyn Vinny jako Mona Lisa Vito
  - Judy Davis − Mężowie i żony jako Sally
  - Joan Plowright − Czarowny kwiecień jako pani Fisher
  - Vanessa Redgrave − Powrót do Howards End jako Ruth Wilcox
  - Miranda Richardson − Skaza jako Ingrid Fleming
- 1993 Anna Paquin − Fortepian jako Flora McGrath
  - Holly Hunter − Firma jako Tammy Hemphill
  - Rosie Perez − Bez lęku jako Carla Rodrigo
  - Winona Ryder − Wiek niewinności jako May Welland
  - Emma Thompson − W imię ojca jako Gareth Pierce
- 1994 Dianne Wiest − Strzały na Broadwayu jako Helen Sinclair
  - Rosemary Harris − Tom i Viv jako Rose Haigh-Wood
  - Helen Mirren − Szaleństwo króla Jerzego jako Królowa Charlotta
  - Uma Thurman − Pulp Fiction jako Mia Wallace
  - Jennifer Tilly − Strzały na Broadwayu jako Olive Neal
- 1995 Mira Sorvino − Jej wysokość Afrodyta jako Linda Ash
  - Joan Allen − Nixon jako Patricia Nixon
  - Kathleen Quinlan − Apollo 13 jako Marilyn Lovell
  - Mare Winningham − Georgia jako Georgia
  - Kate Winslet − Rozważna i romantyczna jako Marianne Dashwood
- 1996 Juliette Binoche − Angielski pacjent jako Hana
  - Joan Allen − Czarownice z Salem jako Elizabeth Proctor
  - Lauren Bacall − Miłość ma dwie twarze jako Hannah Morgan
  - Barbara Hershey − Portret damy jako madame Serena Merle
  - Marianne Jean-Baptiste − Sekrety i kłamstwa jako Hortense Cumberbatch
- 1997 Kim Basinger − Tajemnice Los Angeles jako Lynn Bracken
  - Joan Cusack − Przodem do tyłu jako Emily Montgomery
  - Minnie Driver − Buntownik z wyboru jako Skylar
  - Julianne Moore − Boogie Nights jako Amber Waves
  - Gloria Stuart − Titanic jako Rose Dawson Calvert
- 1998 Judi Dench − Zakochany Szekspir jako Elżbieta I
  - Kathy Bates − Barwy kampanii jako Libby Holden
  - Brenda Blethyn − O mały głos jako Mari Hoff
  - Rachel Griffiths − Hilary i Jackie jako Hilary du Pré
  - Lynn Redgrave − Bogowie i potwory jako Hanna
- 1999 Angelina Jolie − Przerwana lekcja muzyki jako Lisa Rowe
  - Toni Collette − Szósty zmysł jako Lynn Sear
  - Catherine Keener − Być jak John Malkovich jako Maxine
  - Chloë Sevigny − Nie czas na łzy jako Lana Tisdel
  - Samantha Morton − Słodki drań jako Hattie

### 2000–2009
- 2000 Marcia Gay Harden − Pollock jako Lee Krasner
  - Judi Dench − Czekolada jako Armande Voizin
  - Kate Hudson − U progu sławy jako Penny Lane
  - Frances McDormand − U progu sławy jako Elaine Miller
  - Julie Walters − Billy Elliot jako pani Georgia Wilkinson
- 2001 Jennifer Connelly − Piękny umysł jako Alicia Nash
  - Helen Mirren − Gosford Park jako pani Wilson
  - Maggie Smith − Gosford Park jako Constance, hrabina Trentham
  - Marisa Tomei − Za drzwiami sypialni jako Natalie Strout
  - Kate Winslet − Iris jako Iris Murdoch
- 2002 Catherine Zeta-Jones − Chicago jako Velma Kelly
  - Kathy Bates − Schmidt jako Roberta Hertzel
  - Julianne Moore − Godziny jako Laura Brown
  - Queen Latifah − Chicago jako Matron „Mama” Morton
  - Meryl Streep − Adaptacja jako Susan Orlean
- 2003 Renée Zellweger − Wzgórze nadziei jako Ruby Thewes
  - Shohreh Aghdashloo − Dom z piasku i mgły jako Nadireh Behrani
  - Patricia Clarkson − Wizyta u April jako Joy Burns
  - Marcia Gay Harden − Rzeka tajemnic jako Celeste Boyle
  - Holly Hunter − Trzynastka jako Melanie Freeland
- 2004 Cate Blanchett − Aviator jako Katharine Hepburn
  - Laura Linney − Kinsey jako Clara McMillen
  - Virginia Madsen − Bezdroża jako Maya Randall
  - Sophie Okonedo − Hotel Ruanda jako Tatiana Rusesabagina
  - Natalie Portman − Bliżej jako Alice Ayres
- 2005 Rachel Weisz − Wierny ogrodnik jako Tessa Quayle
  - Amy Adams − Świetlik jako Ashley Johnsten
  - Catherine Keener − Capote jako Harper Lee
  - Frances McDormand − Daleka północ jako Glory Dodge
  - Michelle Williams − Tajemnica Brokeback Mountain jako Alma Beers del Mar
- 2006 Jennifer Hudson − Dreamgirls jako Effie White
  - Adriana Barraza − Babel jako Amelia
  - Cate Blanchett − Notatki o skandalu jako Sheba Hart
  - Abigail Breslin − Mała miss jako Olive Hoover
  - Rinko Kikuchi − Babel jako Chieko Wataya
- 2007 Tilda Swinton − Michael Clayton jako Karen Crowder
  - Cate Blanchett − I’m Not There. Gdzie indziej jestem jako Jude Quinn/Bob Dylan
  - Ruby Dee − Amerykański gangster jako mama Lucas
  - Saoirse Ronan − Pokuta jako Briony Tallis
  - Amy Ryan − Gdzie jesteś, Amando? jako Helene McCready
- 2008 Penélope Cruz − Vicky Cristina Barcelona jako Maria Eléna
  - Amy Adams − Wątpliwość jako siostra James
  - Viola Davis − Wątpliwość jako pani Miller
  - Taraji P. Henson − Ciekawy przypadek Benjamina Buttona jako Queenie
  - Marisa Tomei − Zapaśnik jako Cassidy
- 2009 Mo'Nique − Hej, skarbie jako Mary Lee Jones
  - Penélope Cruz − Dziewięć jako Carla Albanese
  - Vera Farmiga − W chmurach jako Alex Goran
  - Maggie Gyllenhaal − Szalone serce jako Jean Craddock
  - Anna Kendrick − W chmurach jako Natalie Keener

### 2010–2019
- 2010 Melissa Leo − Fighter jako Alice Eklund Ward
  - Amy Adams − Fighter jako Charlene Fleming
  - Helena Bonham Carter − Jak zostać królem jako Królowa Elżbieta
  - Hailee Steinfeld − Prawdziwe męstwo jako Mattie Ross
  - Jacki Weaver − Królestwo zwierząt jako Janine „Smerfetka” Cody
- 2011 Octavia Spencer − Służące jako Minny Jackson
  - Bérénice Bejo − Artysta jako Peppy Miller
  - Jessica Chastain − Służące jako Celia Foote
  - Melissa McCarthy − Druhny jako Megan
  - Janet McTeer − Albert Nobbs jako Hubert Page
- 2012 Anne Hathaway − Les Misérables. Nędznicy jako Fantyna
  - Amy Adams − Mistrz jako Peggy Dodd
  - Sally Field − Lincoln jako Mary Todd Lincoln
  - Helen Hunt − Sesje jako Cheryl Cohen-Greene
  - Jacki Weaver − Poradnik pozytywnego myślenia jako Dolores Solitano
- 2013 Lupita Nyong’o − Zniewolony jako Patsey
  - Sally Hawkins − Blue Jasmine jako Ginger
  - Jennifer Lawrence − American Hustle: Jak się skubie w Ameryce jako Rosalyn Rosenfeld
  - Julia Roberts − Sierpień w hrabstwie Osage jako Barbara Weston-Fordham
  - June Squibb − Nebraska jako Kate Grant
- 2014 Patricia Arquette − Boyhood jako Olivia Evans
  - Laura Dern − Dzika droga jako Barbara „Bobbi” Grey
  - Keira Knightley − Gra tajemnic jako Joan Clarke
  - Emma Stone − Birdman jako Sam Thomson
  - Meryl Streep − Tajemnice lasu jako czarownica
- 2015 Alicia Vikander – Dziewczyna z portretu jako Gerda Wegener
  - Jennifer Jason Leigh – Nienawistna ósemka jako Daisy Domergue
  - Rooney Mara – Carol jako Therese Belivet
  - Rachel McAdams – Spotlight jako Sacha Pfeiffer
  - Kate Winslet – Steve Jobs jako Joanna Hoffman
- 2016 Viola Davis – Płoty jako Rose Maxson
  - Naomie Harris – Moonlight jako Paula
  - Nicole Kidman – Lion. Droga do domu jako Sue Brierley
  - Octavia Spencer – Ukryte działania jako Dorothy Vaughan
  - Michelle Williams – Manchester by the Sea jako Randi Chandler
- 2017 Allison Janney – Jestem najlepsza. Ja, Tonya jako LaVona Golden
  - Mary J. Blige – Mudbound jako Florence Jackson
  - Lesley Manville – Nić widmo jako Cyril Woodcock
  - Laurie Metcalf – Lady Bird jako Marion McPherson
  - Octavia Spencer – Kształt wody jako Zelda Fuller
- 2018 Regina King – Gdyby ulica Beale umiała mówić jako Sharon Rivers
  - Amy Adams – Vice jako Lynne Cheney
  - Marina de Tavira – Roma jako Sofia
  - Emma Stone – Faworyta jako Abigail Masham
  - Rachel Weisz – Faworyta jako Sarah Churchill
- 2019 Laura Dern – Historia małżeńska jako Nora Fanshaw
  - Kathy Bates – Richard Jewell jako Bobi Jewell
  - Scarlett Johansson – Jojo Rabbit jako Rosie
  - Florence Pugh – Małe kobietki jako Amy March
  - Margot Robbie – Gorący temat jako Kayla Pospisil

### 2020–2029
- 2020 Youn Yuh-jung – Minari jako Soon-ja
  - Maria Bakałowa – Kolejny film o Boracie jako Tutar Sagdiyev
  - Glenn Close – Elegia dla bidoków jako Bonnie "Mamaw" Vance
  - Olivia Colman – Ojciec jako Anne
  - Amanda Seyfried – Mank jako Marion Davies[2][3]

- 2021 Ariana DeBose – West Side Story jako Anita
  - Jessie Buckley – Córka jako młoda Leda Caruso
  - Judi Dench – Belfast jako Babcia
  - Kirsten Dunst – Psie pazury jako Rose Gordon
  - Aunjanue Ellis – King Richard: Zwycięska rodzina jako Oracene „Brandy” Price

- 2022 Jamie Lee Curtis – Wszystko wszędzie naraz jako Deirdre Beaubeirdre
  - Angela Bassett – Czarna Pantera: Wakanda w moim sercu jako królowa Ramonda
  - Hong Chau(inne języki) – Wieloryb jako Liz
  - Kerry Condon – Duchy Inisherin jako Siobhán Súilleabháin
  - Stephanie Hsu(inne języki) – Wszystko wszędzie naraz jako Joy Wang / Jobu Tupaki[4]

- 2023 Da'Vine Joy Randolph – Przesilenie zimowe jako Mary Lamb
  - Emily Blunt – Oppenheimer jako Kitty Oppenheimer(inne języki)
  - Danielle Brooks – Kolor purpury(inne języki) jako Sofia
  - America Ferrera – Barbie jako Gloria
  - Jodie Foster – Nyad jako Bonnie Stoll[5]

- 2024 Zoe Saldaña – Emilia Pérez(inne języki) jako Rita Mora Castro
  - Monica Barbaro – Kompletnie nieznany(inne języki) jako Joan Baez
  - Ariana Grande – Wicked jako Galinda „Glinda” Upland(inne języki)
  - Felicity Jones – The Brutalist jako Erzsébet Tóth
  - Isabella Rossellini – Konklawe jako siostra Agnes[6]